# Cattive abitudini (film)
Cattive abitudini (Nasty Habits) è un film britannico del 1977 diretto da Michael Lindsay-Hogg e tratto dal romanzo di Muriel Spark La badessa di Crewe (1974). La vicenda rappresentata nel film - trasportata, rispetto al romanzo, dal Regno Unito agli USA - è stata interpretata come un richiamo al caso Watergate.

## Trama
In un convento femminile statunitense si deve decidere chi sarà la nuova badessa. Suor Alexandra cospira con le consorelle Gertrude e Walburga per vincere le elezioni e per prevalere sulla sua rivale, suor Felicity, che ha apertamente una relazione con un prete gesuita, padre Thomas. Suor Alexandra ordina l'installazione di microfoni e telecamere nascosti in tutto il convento e assolda persino una coppia di studenti gesuiti, Gregory e Ambrose, per rubare le lettere compromettenti di Thomas dalla scatola da cucito di suor Felicity.